# Horse Rotorvator
Horse Rotorvator – drugi długogrający album studyjny brytyjskiej grupy muzycznej Coil, pierwszy nagrany w składzie Jhonn Balance, Peter Christopherson i Stephen Thrower. Uznawany za jeden z trzech klasycznych albumów Coil, obok Scatology i Love's Secret Domain. Zaliczany do czołowych i reprezentatywnych albumów gatunku muzyki industrialnej.

## Nagrywanie i produkcja
Po wydaniu w 1984 roku Scatology, pierwszego długogrającego albumu Coil, grupa rozpoczęła prace nad kolejną płytą. Zapowiedzią drugiej płyty był wydany w 1986 roku 12-calowy singiel "The Anal Staircase", zawierający alternatywny miks tytułowego utworu ("The Anal Staircase (A Dionysian Remix") i utwory "Blood From the Air" oraz "Ravenous" na stronie B.
Materiał nagrany został w czterech londyńskich studiach nagraniowych: Sam Therapy Studio Paula Samuelsona, Paradise Studios Danny'ego Hyde'a, w Livingston Studios u Tony'ego Harrisa i w Guerilla Studio Rico Conningsa. Jeden z wielu (podobno dwudziestu) roboczych tytułów albumu brzmiał Funeral Music for Princess Diana.
Poza gitarą, instrumentami dętymi i instrumentami smyczkowymi, na albumie znajduje się wyłącznie muzyka elektroniczna. Część dźwięków uzyskano przy pomocy elektronicznych samplerów E-mu Emulator II. Christopherson, zajmujący się samplingiem zanim jeszcze wprowadzono samo pojęcie "samplingu", modulował oryginalne sample w czasie rzeczywistym przy użyciu VCA i VCF. Emulator II odgrywał też rolę w procesie twórczym artystów, ponieważ przy jego pomocy stworzono szkice składające się z kombinacji wielu ścieżek sampli. Te zazwyczaj przesyłał do syntezatora Fairlight, na którego klawiaturze łatwiej edytowało się mu dźwięki, przez interfejs oparty na protokole MIDI. Aby uniknąć wrażenia sztuczności przy takim sekwencyjnym komponowaniu, muzycy Coil skonfigurowali sprzęt w sposób nie przewidziany przez projektantów instrumentów. Materiał nagrany na Horse Rotorvator powstał przy udziale Fairlightów CMI-II i CMI-III użytych do sekwencjonowania i edycji dźwięku, Emulatora II jako głównego samplera, syntezatorów Yamaha DX7, PPG Wave 2.2 i przenośnych EMS Synthi VCS3, którymi uzyskiwano ciężkie, zniekształcone dźwięki. Instrumentatorium dopełniały flangery Woolwortha i pedały typu "distortion".
Na wydanym w 1988 roku albumie Coila Gold Is The Metal with the Broadest Shoulders znajdują się utwory które nie zmieściły się na Horse Rotorvator, albo ich alternatywne wersje (zobacz niżej). Balance przyznał w jednym z wywiadów, że nagrano materiału który prawie starczyłby na dwie płyty, i gdyby kondycja finansowa Coila była w tym czasie lepsza, prawdopodobnie ukazałby się podwójny album. W wywiadzie z 1990 roku Christopherson ujawnił, że planowano wydać drugi "regularny" album z nagranym wówczas materiałem, zatytułowany The Dark Age of Love, ale wszystko co zostało niewydane wykorzystano na Gold Is The Metal .
W 2001 roku ukazało się wznowienie albumu nakładem Threshold House; materiał na płycie CD został zremasterowany przez Thighpaulsandrę.
| Utwór z Horse Rotorvator             | Odpowiednik na GITMWTBS                                  | Inne wersje studyjne (album) | Wersje koncertowe (album)                                                          |
| "The Anal Staircase"                 | "The Last Rites Of Spring"                               | "The Anal Staircase (A Dionysian remix)" (The Anal Staircase) "The Anal Staircase" (Пособие для кончающих: Волос Злата) "The Anal Staircase (Relentless Mix)" (Songs of the Week) |                                                                                    |
| "Slur"                               | "Red Slur"                                               | | "Slur" (Live Three)                                                                |
| "Babylero"                           |                                                          | |                                                                                    |
| "Ostia (The Death Of Pasolini)"      |                                                          | "Ostia (The Death Of Pasolini)" (Пособие для начинающих: Глас Сéребра) | "Ostia" (Live Four)                                                                |
| "Herald"                             | "...Of Free Enterprise"                                  | |                                                                                    |
| "Penetralia"                         | "Golden Hole"                                            | "Penetralia II" (Unnatural History) |                                                                                    |
| "Circles of Mania"                   |                                                          | |                                                                                    |
| "Blood From the Air"                 | "Blood From the Air" (The Anal Staircase)                | | "Blood From the Air" (Live Two) "Blood From the Air" (Live in NYC August 18, 2001) |
| "Who By Fire"                        |                                                          | |                                                                                    |
| "The Golden Section"                 |                                                          | |                                                                                    |
| "The First Five Minutes After Death" | "The Wheal" "The First Five Minutes after Violent Death" | "The First Five Minutes After Death" (Пособие для кончающих: Волос Злата) | "The First Five Minutes After Death" (Live In Porto)                               |

## Tytuł i oprawa graficzna
Jhonn Balance wyjaśnił, że ostateczny tytuł płyty wziął się z jego snu. W śnie "Czterej Jeźdźcy Apokalipsy, zamiast przybyć konno i zniszczyć świat, po prostu zabili swoje konie i użyli ich szczęk do konstrukcji wielkiej maszyny (...) tytułowy horse rotorvator to rodzaj poruszającej ziemię machiny, zrobionej z końskich szczęk". Do snu nawiązuje też tekst wydrukowany na okładce albumu
Inne wyjaśnienie tytułu wiąże się z okładką, przedstawiającą charakterystyczną estradę w Hyde Parku. Podobna estrada została wysadzona w powietrze podczas podwójnego zamachu terrorystycznego IRA 20 lipca 1982 roku w Regent’s Park i Hyde Parku. W drugim wybuchu podczas policyjnej parady oprócz ludzi zginęło też siedem policyjnych koni. Coil potwierdzili, że okładka ma związek z tymi wydarzeniami, ale odmówili komentarza na temat związku tragedii z ich politycznymi poglądami. Balance powiedział, że "to był krwawy, dziwaczny i chory obraz, ludzie idący ulicą i końska krew spadająca na ich głowy".
Zdjęcie na okładce jest autorstwa Jhona Balance'a; za oprawę graficzną odpowiadał Peter Christopherson. Pozostałe zdjęcia są autorstwa Lawrence'a Watsona.

## Utwory
Peter Christopherson w wywiadzie dla Alternative Press tak mówił o tematyce albumu:

Gdy nagrywaliśmy Horse Rotorvator, rozpoczynała się epidemia AIDS, i nasi przyjaciele zaczęli umierać. Niektóre utwory dotyczą tematów uznawanych za niezdrowe, godząc się ze śmiercią i tym co może się wydarzyć po niej"

Na płycie znajduje się dwanaście utworów, w tym trzy instrumentalne. "Who by Fire" to cover utworu Leonarda Cohena z jego albumu New Skin for the Old Ceremony. W utworze tym gościnnie zaśpiewał Marc Almond; jego głos pojawia się jeszcze w "Slur". "Ostia (The Death Of Pasolini)" nawiązuje do morderstwa włoskiego reżysera Pier Paolo Pasoliniego. Włoski reżyser został zamordowany w 1975 roku na plaży w Ostii ("The body in the basin/ In the shallow sea-plane basin"). Słowa "Out of the strong/ Came forth sweetness" to cytat z Biblii ("a z mocnego wyszła słodycz" – Sdz 14, 14). Do tego samego rozdziału Starego Testamentu odnoszą się słowa "There's honey in the hollows/ And the contours of the body" ("a oto rój pszczół i miód znalazły się w padlinie", Sdz 14,8). Poza śmiercią Pasoliniego, inspirację dla Coil stanowiło też samobójstwo przyjaciela grupy, który rzucił się do morza z białych klifów Dover, "symbolu Brytyjskości". Dźwięk słyszany najlepiej w intro tego utworu to cykanie świerszczy, nagrane w Chichén Itzá w Meksyku.
Tekst "The Golden Section" pochodzi z eseju Petera Wilsona (Hakim Beya) traktującego o poglądach na śmierć sufickiego poety Rumiego (1207-1273); czyta go lektor BBC, Paul Vaughan. W "Anal Staircase" jako głównego tematu użyto zniekształconych i puszczonych od tyłu sampli z "Święta wiosny" Strawinskiego. Głosy słyszane w tle należą do przyjaciela grupy i jego syna, bawiących się razem. "Taśmę przysłał nam znajomy gej, który jest jakby naszym fanem. Słychać na niej jego bawiącego się z synkiem. Jednak z powodu tytułu utworu i raczej szokującego charakteru części tekstu, pomyśleliśmy że ciekawie byłoby zestawić beztroskie dźwięki z kasety z tekstem o innym zabarwieniu, zobaczyć czy zmieni to nastawienie słuchacza do tego małego dzieciaka śmiejącego się i mówiącego rzeczy typu, 'moje nogi zaczynają się pocić'. Od razu zaczyna myśleć, że coś jest nie tak, że to jakiś rodzaj tortur". Homoerotyczny wydźwięk miały też inne utwory. Balance pytany o homoseksualizm opowiedział, że "Slur" jest "o nim, naćpanym madjounem, dymanym na przedmieściach Marakeszu, natomiast "Anal Staircase" jest o "alchemii, seksie analnym i takich tam".
John Peel podobno zadzwonił do Coil i powiedział, że singel podoba mu się, ale nie mógł go puścić z powodu dziecięcych krzyków w tle.
"Blood From the Air" według słów Christophersona nawiązuje do historii o "schizofreniku, mieszkającym na Alasce". Utwór został "skomponowany w taki sposób oddający film wyświetlający się w naszej głowie, o kimś przemierzającym bardzo mroźny krajobraz i od czasu do czasu, doznający napadów psychozy". W innym wywiadzie Balance wyjawił, że utwór był też zainspirowany poematem Philipa Lamantii (1927-2005). W "Circles of Mania" pojawia się nawiązanie do śmierci nowojorskiego gangstera Dutcha Schultza (1902-1935).

## Wydania
Pierwsze edycje płyty ukazały się w 1986 roku nakładem wytwórni Force And Form, K.422 i Some Bizzare w Wielkiej Brytanii, Relativity Records w USA, Les Disques Du Soleil et de l'Acier we Francji i Record Vox w Niemczech. Brytyjska edycja płyty była wielokrotnie wznawiana na CD bez pozwolenia grupy przez Some Bizzare (Coil nie otrzymał należnych pieniędzy), co było przyczyną dla której Coil wydali płytę we własnej wytwórni Threshold House w 2001, z wydrukowanym na okładce i grzbiecie okładki napisem "Stevø, Pay Us What You Owe Us!" (założycielem Some Bizarre był Stevø Pearce).
Na 1992 rok planowano reedycję albumu na nośniku CD przez Wax Trax! Records, jednak Coil zerwał kontrakt z labelem po połączeniu Wax Trax! z TVT Records. Były również plany wydania płyty przez Nothing Records Trenta Reznora, ale problemy prawne z Some Bizzare stanęły temu na przeszkodzie.
Coil nigdy nie wydał oficjalnie albumu na kasecie; pirackie edycje na tym nośniku wydały rosyjskie wytwórnie Stable Records i ArsNova Records.
| Wytwórnia                                | Nr katalogowy | Format                                                             | Rok wydania |
| Some Bizarre (UK)                        | brak          | Promo CS                                                           | 1986        |
| Force & Form/K.422/Some Bizzare (UK)     | ROTA 1        | LP (pierwsze 2000 kopii na czystym winylu + A5 + flyer + naklejki) | 1986        |
| Boudisque Records (NL)                   | 08-023848-20  | LP (pierwsze 200 kopii na niebieskim winylu)                       | 1986        |
| Relativity Records (USA)                 | 88561-8139-1  | LP (pierwsze 1000 kopii na złotym winylu)                          | 1987        |
| Relativity Records (USA)                 | 88561-8139-4  | CS                                                                 | 1987        |
| Les Disques Du Soleil Et De L'Acier (FR) | DSA 54008     | LP                                                                 | 1987        |
| Record Vox (GER)                         | SPV 098008    | LP                                                                 | 1987        |
| Force & Form/K.422/Some Bizzare (UK)     | ROTA CD1      | CD                                                                 | 1988        |
| Stable Records (RU)                      | brak          | CS                                                                 | ?           |
| ArsNova (RU)                             | ARSN 228018   | CD                                                                 | 1999?       |
| Threshold House/World Serpent (UK)       | LOCI CD 16    | CD                                                                 | 2001        |

## Lista utworów

### LP
Wydania Force & Form, K.422, Some Bizzare, Boudisque Records, Relativity Records, Les Disques Du Soleil Et De L'Acier i Record Vox nie różnią się doborem ani kolejnością utworów. Wszystkie wydania Horse Rotorvator na płycie winylowej miały według informacji na kopercie na stronie B "Blood From The Air" i "Who By Fire" umieszczone w złej kolejności, a tytuł "The First Five Minutes After Death" skracały do "The First Five Minutes A.D.".
Strona A (WE ALL GET THE GODS WE DESERVE):
1. "The Anal Staircase"
2. "Slur"
3. "Babylero"
4. "Ostia (The Death Of Pasolini)"
5. "Herald"
6. "Penetralia"

Strona B (CHANTS DE MORT):
1. "Circles of Mania"
2. "Blood From the Air"
3. "Who By Fire"
4. "The Golden Section"
5. "The First 5 Minutes After Death"

### Kaseta (Relativity Records)
Strona A:
1. "The Anal Staircase"
2. "Silk"
3. "Babylero"
4. "Ostia"
5. "Acapulco March"
6. "Penetralia"
7. "Ravenous"

Strona B:
1. "Circles of Mania"
2. "Blood From the Air"
3. "Who By Fire"
4. "The Golden Section"
5. "The First Five Minutes After Death"
6. "The Anal Staircase (A Dionysian remix)"

Wydanie Horse Rotorvator na kasecie ukazało się w 1987 roku w USA nakładem Relativity Records. "Silk" i "Acapulco March" są roboczymi tytułami, odpowiednio, "Slur" i "Herald". "Ravenous" i "The Anal Staircase (A Dionysian remix)" pochodzą z 12"-singla "The Anal Staircase" i nie są wymienione na okładce kasety.

### CD (ROTA CD1 version)
1. "The Anal Staircase" – 4:10
2. "Slur" – 3:30
3. "Babylero" – 0:51
4. "Ostia (The Death Of Pasolini)" – 6:23
5. "Herald" – 1:03
6. "Penetralia" – 6:10
7. "Ravenous" – 3:26
8. "Circles Of Mania" – 5:01
9. "Blood From The Air" – 5:32
10. "Who By Fire" – 2:37
11. "The Golden Section" – 5:50
12. "The First Five Minutes After Death" – 4:45

Na niektórych edycjach CD "Ravenous" jest jako utwór 12. zamiast 7.

### CS Promo
Promocyjne wydanie na kasecie sygnowane przez Some Bizarre, wydane w 1986 roku w Wielkiej Brytanii.

Strona a:
1. "The Anal Staircase"
2. "Slur"
3. "Baby Lero"
4. "Ostia"
5. "Acapulco March"
6. "Penetralia"

Strona b:
1. "Circles of Mania"
2. "Blood From the Air"
3. "Who By Fire"
4. "The Golden Section"
5. "The First 5 Minutes After Death"

"The Anal Staircase" w wersji z tego promo różni się od wersji która ostatecznie trafiła na gotowy album; znana jest ona jako "The Anal Staircase (relentless mix)". Utwór "Acapulco March" to "Herald" pod innym tytułem.

## Twórcy
- John Balance – kompozycje, teksty
- Peter Christopherson – kompozycje
- Stephen Wyndham Thrower – kompozycje

oraz:
- Billy McGee – aranżacja instrumentów smyczkowych w "Ostia"
- Paul Vaughan – narracja w "The Golden Section"
- Raoul Revere (Marc Almond) – śpiew w "Slur" i "Who By Fire"
- Clint Ruin (Jim Thirlwell) – aranżacja w "Circles of Mania"